# 奧爾良的法蘭索瓦絲 (1844年—1925年)
奧爾良的法蘭索瓦絲（法語：Françoise d'Orléans，1844年8月14日—1925年10月28日），法國國王路易-菲利普一世之子法蘭索瓦的女兒，母親是巴西皇帝佩德羅一世的女兒巴西的法蘭西絲卡。

## 家庭
1863年，法蘭索瓦絲與堂哥羅貝爾·德·奧爾良結婚，兩人共有3子2女：
1. 瑪麗（英语：Princess Marie of Orléans (1865–1909)）（1865年—1909年）
2. 羅貝爾（1866年—1885年），早逝
3. 亨利（英语：Prince Henri of Orléans）（1867年—1901年）
4. 瑪格麗特（1869年—1940年）
5. 若望（1874年—1940年），吉斯公爵